# استفان سوم

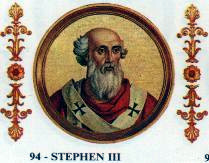

پاپ استفان سوم (به انگلیسی: Stephen III) یکی از پاپ‌های کلیسای کاتولیک رم بود که از ۷۶۷ تا ۷۷۲ میلادی پاپ بود.